# РАФ (радиостанция)

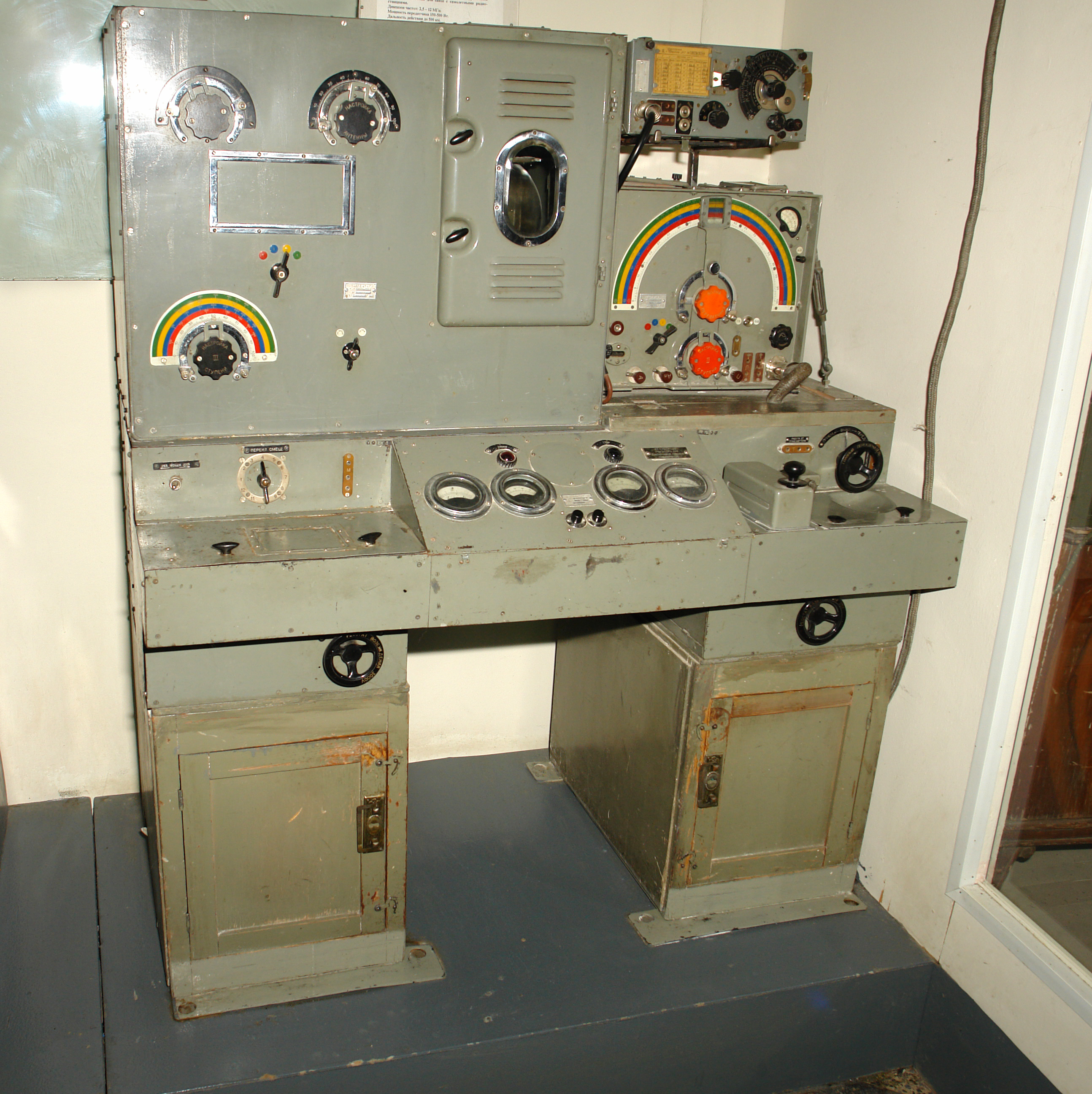
Радиостанция РАФ-КВ-бис в санкт-петербургском Военно-историческом музее артиллерии, инженерных войск и войск связи

РАФ, сокращение от радиостанция автомобильная (аэродромная) фронтовая — советская военная радиостанция, разработанная для работы в диапазоне длинных, средних и коротких волн, предназначенная для обеспечения телефонной и телеграфной связи между штабами высших войсковых объединений (армия — фронт) и аэродромов с самолётами в диапазонах средних и коротких волн.
Выпускалась в стационарном, возимом и аэродромном вариантах. Использовалась во время Великой Отечественной войны как связная радиостанция в радиосетях фронтов и армий, как приводная и связная радиостанция в ВВС РККА и как станция постановки радиопомех в частях особого назначения (ОСНАЗ).

## Разработка
Разработана Горьковским заводом имени М. В. Фрунзе (ранее ЦВИРЛ), первоначальный шифр — РАЛ. Разработчики — группа конструкторов во главе с П. А. Пашевым. Работы над радиостанцией велись в 1936—1937 годах с целью разработки замены 11-АК. Серийный выпуск шёл с 1938 года на Горьковском заводе имени Ленина (завод № 197 НКАП). В 1940 году часть радиопередатчиков была выпущена с отсутствием КВ-блоков или СВ-блоков для нужд войск, нёсших службу в полярных широтах; в апреле 1940 года были выпущены специальные коротковолновые модификации РАФ-КВ и средневолновые РАП (ПАР). В 1940 году было заказано 115 комплектов подвижных радиостанций, в том числе 95 — Народным комиссариатом обороны, 15 — Народным комиссариатом ВМФ, 5 — для нужд НКВД. К началу 1943 года фронты, армии и корпуса были обеспечены 388 подобными радиостанциями.

## Применение
РАФ использовалась во время советско-финской войны, и опыт показал необходимость использования СВ для радиосвязи аэродромов с самолётами и в войсковых формированиях: КВ не требовалось, но необходима была длительная и непрерывная работа, в связи с чем радиостанцию и модифицировали. В первый месяц Великой Отечественной войны, однако, войсками были потеряны 109 таких радиостанций. В 1943—1945 годах по программе ленд-лиза были поставлены в СССР ряд импортных радиостанций[прояснить], в том числе американская SCR-299, заменявшая РАФ в войсках.

## Состав
Основу составляли передатчик, работавший на средних (250—750 кГц) и коротких волнах (2,5—12 МГц), и приёмник типа УС. Телеграфная связь осуществлялась вручную с помощью телеграфного ключа или быстродействием[неизвестный термин] со скоростью обмена от 50 до 80 слов в минуту. Телефонная связь осуществлялась от угольного микрофона. Используемая антенна — зонтичная 6-лучевая с противовесами. Электропитание осуществлялось от генератора РДН-2500 с бензиновым двигателем, умформера РУН-120А или буферной батареи из трёх аккумуляторов 5 НКН-100. В качестве шасси использовались автомобили ЗИС-6 и ЗИС-5Э в военные годы, а в послевоенные — ГАЗ-63.

## Характеристики[1]
- Диапазон частот передатчика:
  - Средние волны: от 250 до 750 кГц
  - Короткие волны: от 2,5 до 12 МГц
- Диапазон частот приёмника:
  - УС: от 0,175 до 12 МГц
  - КС-2: от 2,5 до 12 МГц

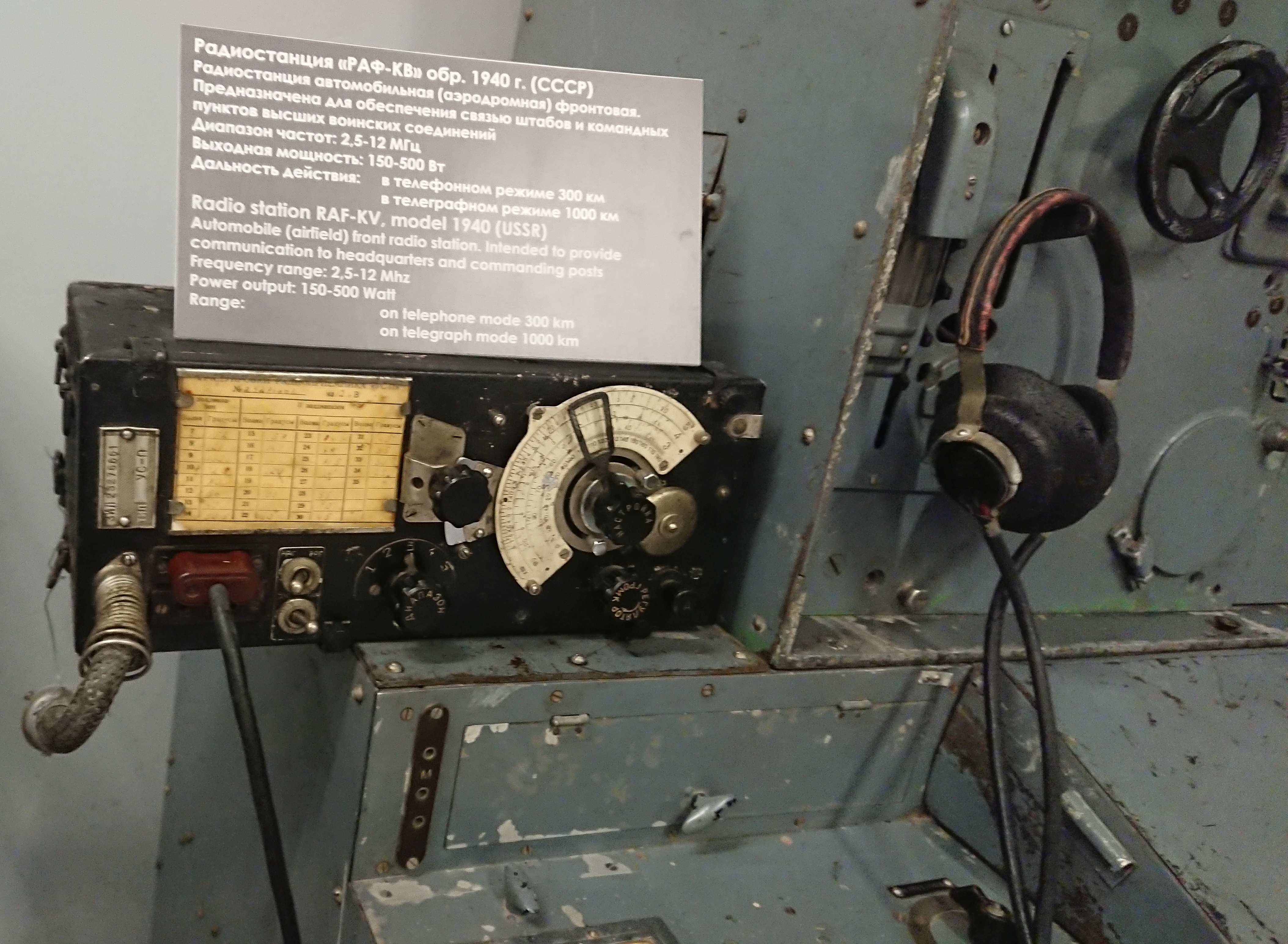
Приёмник УС-П от радиостанции «РАФ-КВ» образца 1940 года

- Виды работ: ТЛФ (АМ), ТЛГ, симплекс-полудуплекс.
- Выходная мощность передатчика:
  - Телеграфный режим: от 350 до 500 Вт
  - Телефонный режим: от 150 до 250 Вт
- Дальность связи по типам:
  - Телеграфная: до 1000 км
  - Телефонная: до 300 км
- Дальность связи по частотам:[5]
  - От 2,5 до 4 МГц: до 600 км
  - От 4 до 6 МГц: до 1000 км
- Потребляемая мощность: 3500 Вт
- Экипаж: от 5 до 9 чел.

## Модификации[1]
- РАФ-КВ: передатчик без СВ-блока, приёмник — УС.
- РАФ-ДВ: аэродромный приводной вариант, передатчик без КВ-блока, приёмник — УС. Далее разрабатывались модификации ПАР-3, ПАР-3Б и ПАР-3БМ.
- РАФ-КВ-бис: блок передатчика радиостанции РСБ в качестве возбудителя, приёмник — КС-2[4].
- РАФ-КВ-3 (Волга-КВ-3): используется приёмник УС-3С[4], шасси ЗИС-5. Разработан в 1942 году. Серийный выпуск: с 1943 по 1948 годы[5].
- РАФ-КВ-4: с приставкой для буквопечатания «Карбид» (32 экземпляра изготовлены в 1944 году).
- РАФ-КВ-5: выпущен в 1946 году с приёмниками УС-1 и УС-П. Шасси — ГАЗ-63 (послевоенный период).